# Polycarpa pedunculata
Polycarpa pedunculata är en sjöpungsart som beskrevs av Heller 1878. Polycarpa pedunculata ingår i släktet Polycarpa och familjen Styelidae. Inga underarter finns listade i Catalogue of Life.